# Sant Bartomeu del Grau
Sant Bartomeu del Grau település Spanyolországban, Barcelona tartományban. Lakosainak száma 943 fő (2024).

## Földrajza
Sant Bartomeu del Grau Sobremunt, Santa Cecília de Voltregà, Gurb, Vic, Santa Eulàlia de Riuprimer, Santa Maria d’Oló, Muntanyola, Oristà és Olost községekkel határos.

## Népesség
A település lakosságának változását az alábbi diagram mutatja:
| Lakosok száma | 153  | 482  | 620  | 589  | 1081 | 1084 | 957  | 875  | 858  | 943  |
|               | 1717 | 1887 | 1936 | 1960 | 1986 | 2004 | 2009 | 2014 | 2019 | 2024 |